# Малые Ногаи
Ма́лые Нога́и (Ма́лая Нога́йская Орда́, Казы́ева Орда́, Казы́ев улу́с), Ногаи малые — кочевое феодальное государственное образование ногаев на правобережье Волги и в Приазовье, выделилось во второй половине XVI века из Ногайской Орды.
Основатель — мурза Казый. В 1560-х годах, с распадом Большой Ногайской орды, часть малых ногаев переселилась в Буджакский край (Бессарабия) из прикаспийских степей, в 1620-х годах образовав Буджакскую орду, и их стали называть буджакскими татарами. В 1728 году некоторые кочевые орды малых ногаев (джембойлуки, едисанцы и едишкульцы) были переселены османами с Кубани в Северное Причерноморье, образовав Едисанскую, Джембойлукскую и Едишкульскую орды. До второй половины XVIII века находились в зависимости от Крымского ханства и Османской империи. Малые ногаи совершали набеги на Южнорусские земли. В 1770 году Едисанская, Едишкульская и Джембойлукская орды, в ходе Русско-турецкой войны 1768-1774 годов, перешли под протекторат России, кочевники частично были переселены в приазовские степи, в Таврическую губернию, частично откочевали на Кубань. Буджакские татары, по Бухарестскому мирному договору 1812 года, ушли в пределы Османской империи (в Добруджу).
Малые ногаи стали предками степных крымских татар и современных ногайцев.

## География
Во второй половине XVI и первой половине XVII века Малые Ногаи, или ногайцы так называемой Малой Ногайской Орды, кочевали в основном в северной части междуречья нижних Волги и Дона, пока около 1640-х годов не были вытеснены оттуда калмыками за реку Западный Маныч. После этого кочевья ногайцев Малой орды на юге и юго-западе доходили до низовий Терека и северного берега реки Кубань. Таким образом, начиная c конца первой половины XVII века, Малые Ногаи кочевали по территории юга современной Ростовской области, севера Краснодарского и Ставропольского краев и крайнего запада Калмыкии.

## История
В 1557 году бей Ногайской Орды признал себя вассалом Ивана Грозного. В связи с этим, Ногайская Орда разделилась на Большую Ногайскую Орду (Большие Ногаи), оставшуюся в Степном Заволжье, и на не пожелавшую признать московский сюзеренитет Малую Ногайскую Орду (Малые Ногаи, Казыев улус, или Кубанская Орда), откочевавшую под руководством Кази-мирзы на запад в Приазовье и на Кубань.
В 1569 году Малые ногаи принимают активное участие в турецком походе на Астрахань, походах на Москву в 1571 и 1572 годах. В 1590-1630-х годах, из-за периодических междоусобных распрей с кланами Большой Ногайской Орды, Малые ногаи переселяются на территорию современного Ставрополья и Предкавказья, кочевали по Манычу и Куме, постепенно стали сближаться с Крымским ханством.
Ряд улусов малых ногаев совместно с Большими ногаями с середины XVII века кочевали в Прикаспии, от реки Волга до реки Терек. В 1728 году Едичкульскую, Ембулуцкую, Едисанскую орды, из-за продолжавшихся конфликтов между ногайским нурэддином Бахти-Гераем и калмыцкими тайшами, османы переселили в степи Северного Причерноморья (под сюзеренитет Крымского ханства) вплоть до реки Дунай.
В 1770 году Едисанская, Едишкульская и Джембойлукская орды, не желая принимать российское подданство, в ходе Русско-турецкой войны 1768-1774 годов, откочевали на Кубань. После разгрома Ногайского восстания на Кубани, в 1783 году кубанские и причерноморские ногайские орды присягнули на верность России, политическая самостоятельность кочевых ногайских орд была окончательно утрачена. Ногаи в 1790 году частично были переселены российским правительством в Приазовье, в междуречье Молочных вод и Берды (едисанцы), частично - на Каспийское побережье, где живут по сей день, частично ушли в Турцию в 1807-1812 годах, а также в ходе Кавказской войны 1817-1864 годов. Потомки Малых ногаев, современные ногайцы, живут в Дагестане и соседних районах Ставропольского края.